# Коммунистическая партия Азербайджана
Коммунистическая партия Азербайджана (азерб. Azərbaycan Kommunist Partiyası) — название нескольких политических партий в Азербайджане, созданных в начале 1990-х бывшими работниками среднего звена республиканской организации Компартии Азербайджана в составе КПСС. Один раз (выборы 2000/2001) смогла пройти в Милли Меджлис (парламент), где получила два места.

## История
Коммунистическая партия Азербайджана была создана в конце 1993 года Рамизом Ахмедовым. Его партия прошла регистрацию в Министерстве юстиции и стала членом Союза Коммунистических партий — СКП-КПСС.
В 1995 году после долгой внутрипартийной борьбы КПА Рамиза Ахмедова распалась на две партии с одинаковым названием — Коммунистическая партия Азербайджана, однако регистрация и партийная печать остались у организации Ахметова. Вторую партию возглавил руководитель гянджинской парторганизации Фирудин Гасанов. Группа Гасанова действовала до 2002 года, а позже сама распалась на мелкие группы.
КПА Рамиза Ахмедова участвовала в парламентских выборах 2000 года и добилась двух депутатских мест по общенациональному округу.
В 2001 году компартия Рамиза Ахмедова, Коммунистическая единая партия Азербайджана Мусы Туканова и Социал-демократическая партия Азербайджана объединились в блоке «Социалистический Азербайджан». Этот блок, однако, так и не смог добиться массовой поддержки и позже распался.
После смерти Р. Ахмедова в ходе Пленума 22 сентября 2007 году его организация снова раскололась на две части. Первую с госрегистрацией возглавил заместитель председателя по идеологической работе и связям с общественностью — Рустам Шахсуваров, возглавивший позднее Прогрессивно-социалистическую партию Азербайджана (ПСПА), а вторую — бывший депутат парламента и бывший первый заместитель Ахмедова Рауф Курбанов (последние избрали свои руководящие органы 23 декабря 2007 года).
В январе 2008 года в КПА, руководимой Р. Шахсуваровым, в результате внутренней борьбы победу одержал Алескер Халилов. Крыло КПА во главе с Р. Шахсуваровым создало Социалистическую партию Азербайджана (ныне Прогрессивно-социалистическая партия Азербайджана), стоящую на позициях сочетания идей левой социал-демократии и марксизма-ленинизма, и независимую экспертную группу «Левые социалисты Азербайджана».
11 февраля 2011 года КПА под руководством А. Халилова и Коммунистическая партия Азербайджана (марксистско-ленинская) (руководитель — Тельман Нуруллаев) объявили о намерении объединиться в апреле 2011 года. Партии объединились лишь в октябре 2011 года под общим названием Коммунистическая партия Азербайджана. Партия провозгласила марксизм-ленинизм и диалектический материализм своей основной линией, осудив при этом насильственный характер преобразований. 12-13 декабря 2015 года на очередном съезде Компартии Азербайджана все группы, осуществлявшие деятельность под названием "Коммунистическая партия Азербайджана", решили объединиться в единую организацию под этим же названием. На съезде также было решено впредь не допускать в своей деятельности всяких проявлений фракционности и раскольничества. Съезд принял решение избрать Сулеймана Кулиева Председателем Коммунистической партии Азербайджана.

## Другие коммунистические партии
- Единая коммунистическая партия Азербайджана, созданная в конце 1993 году Саядом Саядовым. С самого начала вступила в открытую вражду с организацией Рамиза Ахмедова. Через некоторое время Коммунистическая единая партия Азербайджана Саяда Саядова также раскололась на две партии с одинаковым названием. Вторую возглавил руководитель бакинского горкома партии Муса Туканов. Партия Саяда Саядова фактически прекратила своё существование вскоре после смерти лидера, хотя и сохраняет регистрацию.
- Коммунистическая партия Азербайджана (марксистско-ленинская) — создана в 2000 году в результате откола от Коммунистической единой партии Азербайджана. Руководитель — Тельман Нуруллаев.
- Коммунистическая партия Азербайджана «Новое поколение» во главе с Ниязи Раджабовым. Официальной регистрации не имеет.

Коммунистические партии, особенно учитывая существующие между ними конфликты, не играют значительной роли на политической арене, где функции основной оппозиции играют многочисленные национально-демократические и либеральные партии. Другие компартии или не идут на выборы, или не набирают необходимого количества голосов для участия в избирательной кампании.